# إيتاكيت

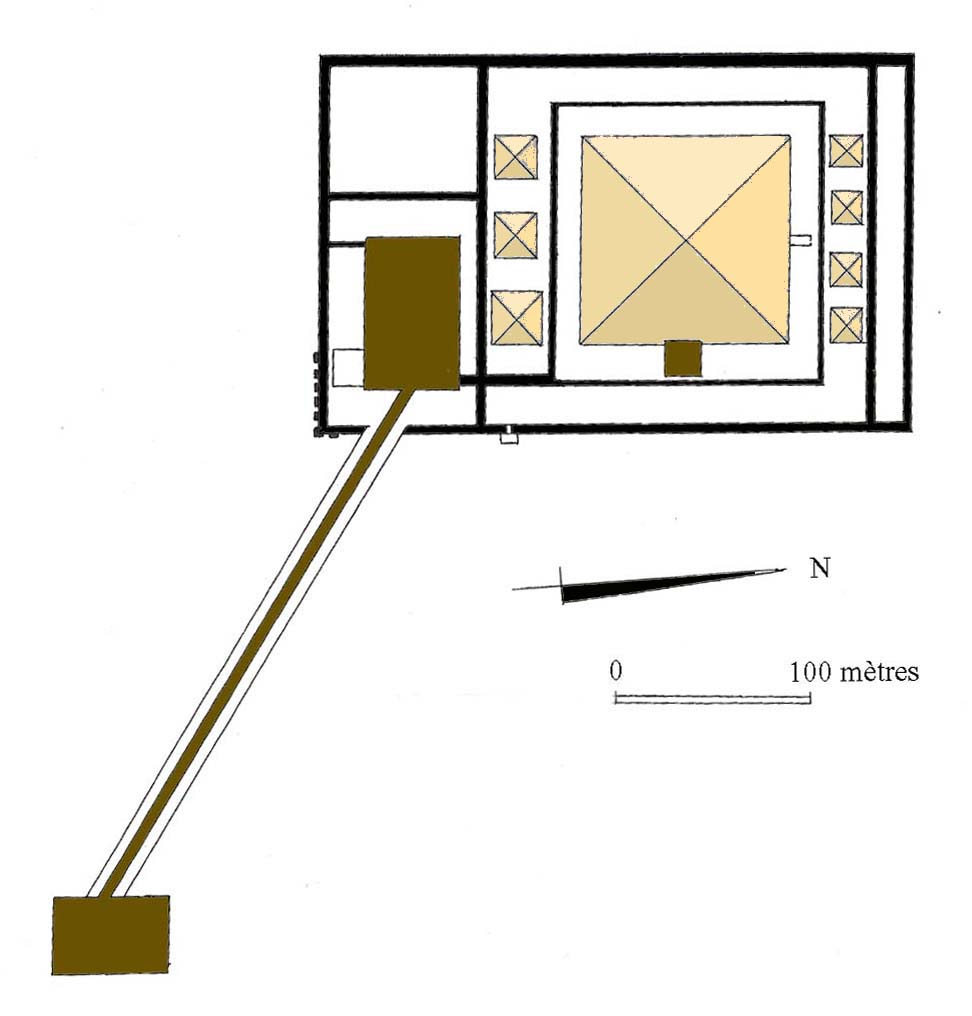
مجموعة هرم سنوسرت الثالث، هرم إيتاكايت هو الثالث من أعلى اليمين

إيتاكيت هي أميرة وملكة مصرية قديمة من الأسرة الثانية عشرة، حوالي عام 1800 قبل الميلاد. وهي معروفة بشكل رئيسي من خلال هرمها الصغير المجاور لهرم سنوسرت الثالث في دهشور. كانت تحمل ألقاب مثل ابنة الملك من جسده، قوية، رشيقة ومحبوبة.

## الهرم
كان هرمها في الجانب الشمالي من هرم الملك يبلغ ارتفاعه حوالي 16.80 مترًا. بنى من الطوب الطيني ومغطى بألواح من الحجر الجيري. وأمام الهرم كان هناك مصلى صغير مزين بالنقوش البارزة. وقد حافظت بقايا النقوش على اسم إيتاكيت. احتوت حجرة دفنها على تابوت وصندوق كانوبي وجرارين كانوبيين.